# Astrid Hjertenæs Andersen
Astrid Gerd Judith Hjertenæs Andersen (* 5. September 1915 in Horten; † 21. April 1985 in Ramnes) war eine norwegische Schriftstellerin, die hauptsächlich als Lyrikerin in Erscheinung trat. Andersen gilt als eine der wichtigsten norwegischen Lyrikerinnen der Nachkriegszeit.

## Leben
Andersen war die Tochter von Peder J. A. Hjertenæs, einem Offizier der norwegischen Marine, und Astrid Elinor Andersen. Sie machte eine Ausbildung als Sekretärin und Journalistin und arbeitete unter anderem bei der Zeitung Aftenposten. 1939 heiratete sie den Kunstmaler Snorre Andersen.
1940 und 1941 erschienen erste Gedichte von ihr in den Zeitungen Aftenposten und Dagbladet. Ab 1942 war sie hauptberuflich als Schriftstellerin tätig. Ihre erste Gedichtsammlung, De ville traner, erschien 1945 in einem kleinen Verlag namens Høvik Bokhandel. Weitere Bücher folgten bei Aschehoug und Gyldendal. Einige ihrer Bücher wurden von ihrem Ehemann illustriert. Für Frokost i det grønne wurde sie 1964 mit dem Literaturpreis Kritikerprisen ausgezeichnet. Andersen veröffentlichte auch zwei Berichte über Reisen, die sie gemeinsam mit ihrem Mann nach Algerien und Island unternahm, sowie einen Roman.
Von 1974 bis 1979 war Andersen Mitglied des literarischen Rates der norwegischen Schriftstellervereinigung.

## Werke

### Lyrik
- De ville traner (1945)
- De unge søylene (1948)
- Skilpaddehagen (1950)
- Strandens kvinner (1955)
- Vandrersken (1957)
- Pastoraler 1960 (1960)
- Treklang. Dikt i utvalg (mit Gunvor Hofmo und Astrid Tollefsen)
- Frokost i det grønne (1964)
- Rosenbusken (1972)
- Et våroffer (1976)
- De tyve landskaper (1980)
- Samlede dikt (1985)

### Reiseberichte
- Hyrdefløyten (1968)
- Svaner og nåtid (1973)

### Roman
- Dr. Gnomen (1967)

## Auszeichnungen
- Kritikerprisen 1964
- Doblougpreis 1984
- Preis der Norwegischen Akademie 1984